# Associazione Sportiva Cossatese 1972-1973
Questa voce raccoglie le informazioni riguardanti l'Associazione Sportiva Cossatese nelle competizioni ufficiali della stagione 1972-1973.

## Rosa
| N. |                   | Ruolo | Calciatore       |
| -- | ----------------- | ----- | ---------------- |
|    | Italia (bandiera) | C     | Antonio Aliperti |
|    | Italia (bandiera) | A     | Sauro Andreotti  |
|    | Italia (bandiera) | D     | Renato Audero    |
|    | Italia (bandiera) | C     | Giuliano Borgato |
|    | Italia (bandiera) | D     | Paolo Ceccaro    |
|    | Italia (bandiera) | P     | Paolo Casagrande |
|    | Italia (bandiera) | A     | Ezio Cavagnetto  |
|    | Italia (bandiera) | D     | Guido De Girardi |
|    | Italia (bandiera) |       | Francisetti      |
|    | Italia (bandiera) | C     | Fausto Manini    |

| N. |                   | Ruolo | Calciatore        |
| -- | ----------------- | ----- | ----------------- |
|    | Italia (bandiera) | P     | Giuseppe Molli    |
|    | Italia (bandiera) | A     | Gian Maria Motta  |
|    | Italia (bandiera) | C     | Natale Pellizzari |
|    | Italia (bandiera) | A     | Roberto Poirè     |
|    | Italia (bandiera) | C     | Elio Porzio       |
|    | Italia (bandiera) | C     | Giovanni Ragliani |
|    | Italia (bandiera) | A     | Armando Rossini   |
|    | Italia (bandiera) | D     | Pietro Sala       |
|    | Italia (bandiera) | C     | Paolo Sollier     |